# Beedelup Nemzeti Park
A Beedelup Nemzeti Park Nyugat-Ausztráliában található, Perthtől 277 kilométernyire délre, Pembertontól tíz kilométernyire nyugatra. A park különösen buja növényzetű, köszönhetően a felszíni vizek bőségének.
Hivatalosan 1910-ben ismerték el, és 1915-ben vált A osztályú természetvédelmi területté. A Pemberton National Parks Board felelős a terület védelméért 1957 óta. Szabályozott keretek közt végzett erdőégetés, illetve meghatározott helyeken való erdőirtási műveletek is beletartoznak a feladatkörükbe. 
A park területén lévő erdőállomány nagy részét tarkalevelű eukaliptusz alkotja, ám szép számban fellelhető itt Eucalyptus marginata, illetve Corymbia calophylla is. A zsíros föld elősegíti a mohakolóniák fejlődését, valamint az Agonis nemzetségbe tartozó fajok, a Hibbertia nemzetség fajainak, a Trymalium nemzetségbe tartozó növényfajok, a Banksia occidentalis és az Acacia myrtifolia fejlődését, valamint a Darwinia nemzetséghez tartozó fajok burjánzását. Az erdő egyes részei igen jó példát nyújtanak az ős, még vágatlan erdőrészletekre. A felsőbb, homokosabb, szárazabb vidékek a fenyérek kialakulásának kedveznek.
A park állatvilágát az ecsetfarkú patkánykenguruk, az erszényeshangyászok és a Derby-kenguruk teszik különlegessé.

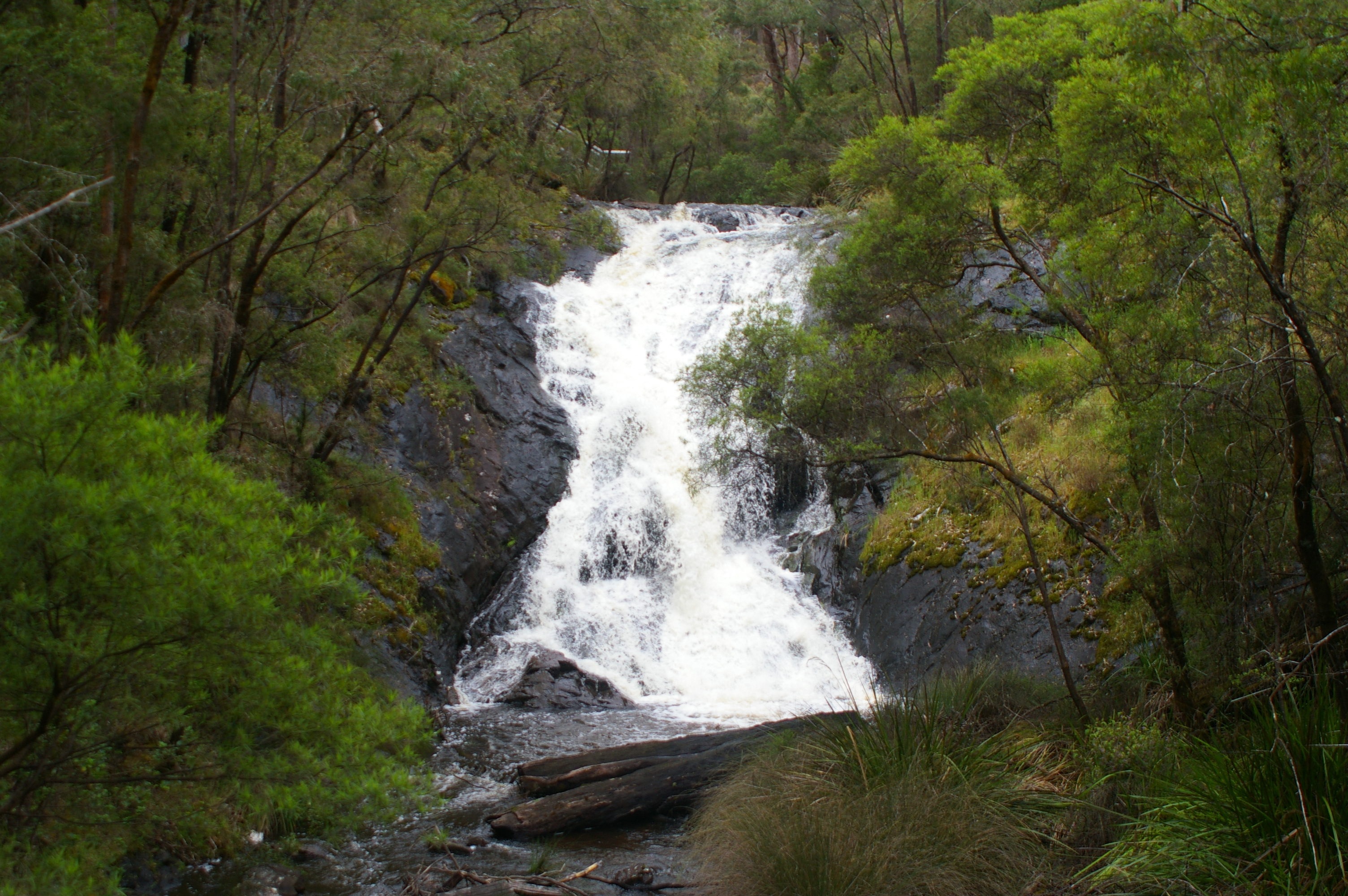
A Beedelup-vízesés

A nemzeti park egyik fő látványossága a Beedelup-vízesés, amely főleg telente és tavasszal nyújtja legszebb látványát. 1995-ben egy függőhidat építettek a vízesésre való nagyobb rálátás érdekében. 
A nemzeti park egy másik híres látványossága a walk through karri tree, amely egy több mint 400 esztendős tarkalevelű eukaliptuszfa, amelynek törzsén, talajszinten egy hatalmas ember alkotta vágat van, melyen keresztül át lehet sétálni a fa törzsén.
A park a Beedelup-patakról kapta nevét 1875-ben. Többen úgy vélik, hogy a Beedelup elnevezés a noongar őslakosok Beejalup szavából ered, amely pihenőhelyet, illetve alvóhelyet jelent.

## Fordítás
Ez a szócikk részben vagy egészben  a   Beedelup National Park című angol Wikipédia-szócikk ezen változatának fordításán alapul.  Az eredeti cikk szerkesztőit annak laptörténete sorolja fel. Ez a jelzés csupán a megfogalmazás eredetét és a szerzői jogokat jelzi, nem szolgál a cikkben szereplő információk forrásmegjelöléseként.